# 吴虹飞
吴虹飞（1976年11月11日—），侗族，中国女作家，歌手，幸福大街乐队主唱，原《南方人物周刊》记者。

## 经历
吴虹飞出生于广西壮族自治区三江侗族自治县八江乡马畔屯，1993年考入清华大学，1998年毕业于清华大学环境工程系及传播学系，后攻读清华大学中文系现当代文学硕士研究生。1994年开始写歌，1996年获清华大学诗歌大赛一等奖。1999年创立摇滚乐队“幸福大街”，任主唱和词曲创作。2000年获清华大学中文硕士专业课第一名，并获“光华”二等奖学金。获得环境工程系工学士、中文系文学士和现当代文学硕士。曾当过酒吧歌手、《新京报》和《南方人物周刊》的记者。目前是独立乐队“幸福大街”的主唱。
吴虹飞与艺术家艾未未熟识，曾为之作访谈录《童话》。
2011年5月，吴虹飞获华语金曲奖“最佳摇滚艺人”、“最佳编曲”、“最佳作曲”、“最佳制作”4项提名，并于同年11月获得“最佳编曲奖”。
2013年7月21日，吴虹飞在新浪微博上发表“我想炸的地方有北京人才交流中心的居委会，还有妈逼的建委”等言论，被北京警方刑事拘留，并可能面临最高5年刑期，引起争议。随后，《人民日报》发表言论称吴虹飞被拘是法治社会的试金石。

## 作品

### 书籍
- 《小龙房间里的鱼》
- 《阿飞姑娘的双重生活》
- 《征婚启事》
- 《失恋日记》
- 《木头公仔》
- 《伊莲》
- 《再不相爱就老了》
- 《活得像个笑话——黄缎子》
- 《嫁衣》

### 音乐
唱片：
- 《小龙房间里的鱼》（2004）
- 《胭脂》（2008）
- 《再不相爱就老了》（2010）
- 《萨岁之歌》（2013）